# Big Air Shougang
Big Air Shougang – rampa do skoków w konkurencjach big air, położona w Pekinie, stolicy Chin. Została otwarta pod koniec 2019 roku. Wybudowano ją na terenie nieczynnej huty stali. Obiekt był jedną z aren Zimowych Igrzysk Olimpijskich 2022.
Budowa rampy rozpoczęła się w grudniu 2018 roku i zakończyła w październiku 2019 roku. Obiekt powstał na terenie nieczynnej huty stali należącej do przedsiębiorstwa Shougang Group (w związku z planami redukcji smogu w Pekinie, fabrykę relokowano poza miasto, a nowa huta powstała u wybrzeży Zatoki Pohaj, na południe od Tangshan; ostateczne wygaszenie produkcji w zakładzie w Pekinie miało miejsce na przełomie 2010 i 2011 roku). Obiekt powstał głównie z myślą o organizacji Zimowych Igrzysk Olimpijskich 2022, jako permanentna konstrukcja mająca służyć także po igrzyskach; jest to pierwszy tego typu obiekt o charakterze stałym na świecie. W grudniu 2019 roku na skoczni odbyły się pierwsze zawody, rozegrane w ramach cyklów Pucharu Świata w narciarstwie dowolnym i snowboardzie.
W lutym 2022 roku na rampie odbyły się zawody w narciarskim big air (mężczyzn i kobiet) oraz snowboardowym big air (także mężczyzn i kobiet) w ramach Zimowych Igrzysk Olimpijskich 2022.
Rampa wysoka jest na 64 m i długa na 164 m. Uwagę zwraca nietypowe otoczenie obiektu, który powstał w dużej aglomeracji, z dala od gór, na terenie postindustrialnym. Zwłaszcza bliskość zabudowań dawnej huty stali, w tym dużych chłodni kominowych, nadaje arenie wyjątkowy charakter.